# 恩迪科特 (內布拉斯加州)
恩迪科特（英語：Endicott）是位於美國內布拉斯加州傑佛遜縣的村。

## 人口
根據2020年美國人口普查的數據，恩迪科特的面積為1.21平方千米，當中陸地面積為1.19平方千米，而水域面積為0.02平方千米。當地共有人口114人，而人口密度為每平方千米94人。